# Жіночий крикет
Жіночий крикет — це форма командного виду спорту з крикету, у яку грають лише жінки. У нього грають на професійному рівні в багатьох країнах світу, і в ньому беруть участь 108 національних команд. 11 із них мають статус WTest і WODI, а інші мають статус WT20I. Перший зареєстрований матч відбувся в Англії 26 липня 1745 року.
У листопаді 2021 року Міжнародна рада з крикету (МРК) ретроспективно застосувала статус першого класу та списку A до жіночого крикету, вирівнявши його з чоловічою грою.

## Історія
Перший запис жіночого матчу з крикету був опублікований у The Reading Mercury 26 липня 1745 року, матч, який проходив «між одинадцятьма служницями Бремлі та одинадцятьма служницями Гемблдону, де усі були одягнені в біле». Перший відомий жіночий крикетний клуб був заснований у 1887 році в Йоркширі під назвою White Heather Club. Через три роки команда, відома як Original English Lady Cricketers, гастролювала по Англії, отримавши значні прибутки, перш ніж їхній менеджер втік із грошима. В Австралії жіноча крикетна ліга була заснована в 1894 році, тоді як у Південній Африці, Порт-Елізабет, була жіноча команда з крикету Pioneers Cricket Club. У Канаді у Вікторії також була жіноча команда з крикету, яка грала в Beacon Hill Park.
У 1958 році було створено Міжнародну жіночу раду з крикету (МЖРК) для координації жіночого крикету в усьому світі, перейнявши її від Англійської жіночої асоціації крикету, яка фактично виконувала ту саму роботу з моменту свого створення 32 роки тому. У 2005 році МЖРК була об'єднано з Міжнародною радою з крикету (МРК), щоб сформувати єдиний орган для допомоги в управлінні та розвитку крикету.

## Жіночий міжнародний крикет

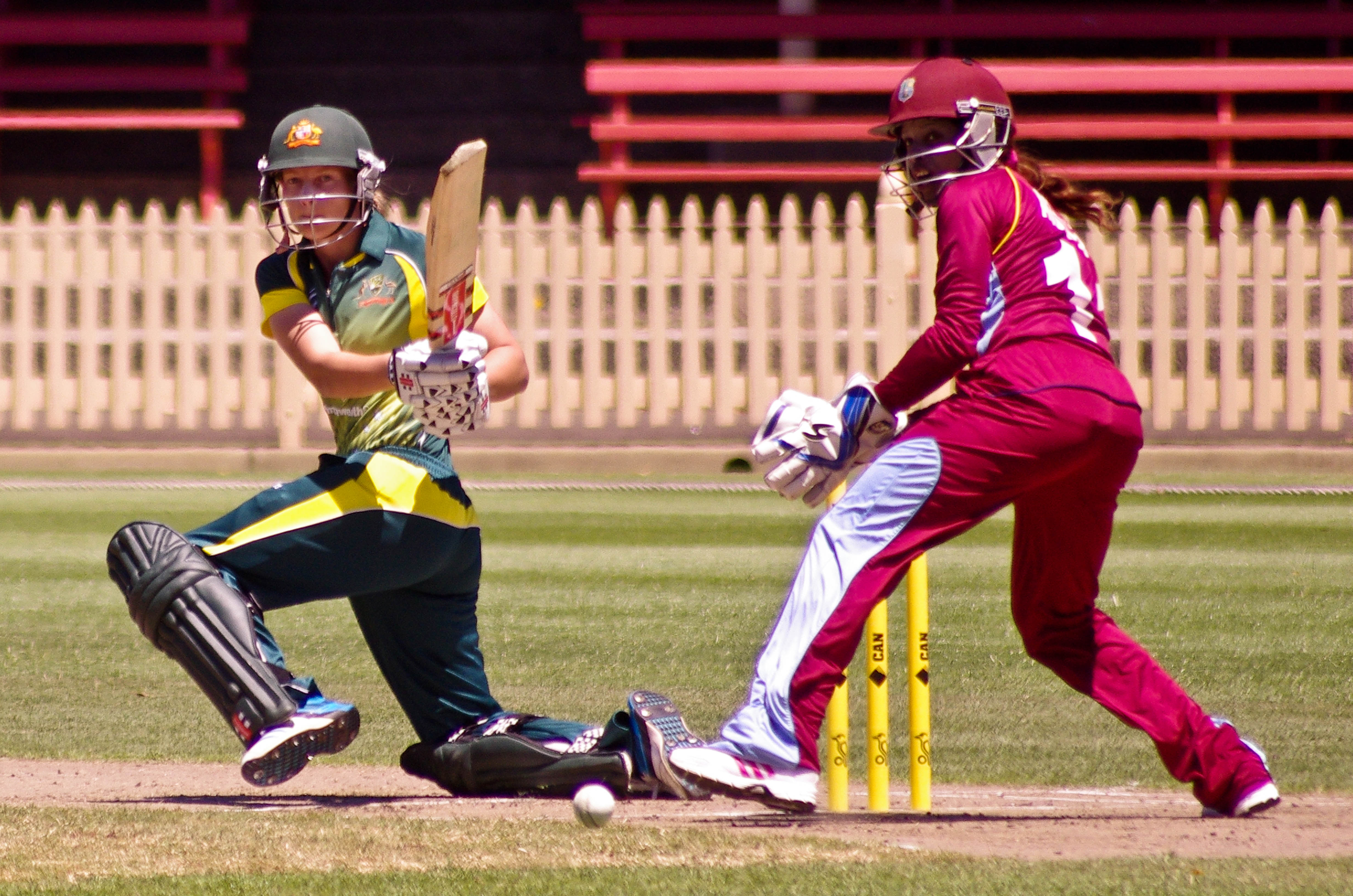
Мег Леннінг з Австралії грає розгортку під час ODI у 2014 році. Вікет-кіпер — Мерісса Агілейра.

У жіночий крикет грають на міжнародному рівні з першого тестового матчу між Англією та Австралією в грудні 1934 року. Наступного року до них приєдналися жінки з Нової Зеландії. В 2007 році жінки Нідерландів стали десятою жіночою тестовою нацією, вони дебютували проти жінок Південної Африки. Всього було зіграно 141 жіночий тестовий матч.
Жіночі одноденні міжнародні турніри були запроваджені в 1973 році на першому Чемпіонаті світу з крикету серед жінок . У 2016 році відбувся 1000-й жіночі одноддені змагання. Австралія домінувала в цьому форматі, шість разів вимагаючи чемпіонату світу та вигравши 80% своїх матчів.
У 2004 році все ще було започатковано коротший формат із запровадженням Twenty20 International для жінок, що стосується матчу, обмеженого двадцятьма оверами на кожну сторону. Спочатку в жіночий крикет Twenty20 мало грали на міжнародному рівні, до кінця 2006 року було зіграно лише чотири матчі. Однак у наступні три роки спостерігалося стрімке зростання: у 2007 році було зіграно шість матчів, у 2008 році — десять, у 2009 році — тридцять, під час яких також відбувся перший турнір ICC Women's World Twenty20. У квітні 2018 року ICC надала всім своїм членам повний жіночий статус Twenty20 International.

## Жіночий франшизний крикет
З 2015 року жінки грають у франчайзинговий крикет в Австралійській жіночій лізі Big Bash .
У 2016 році в Англії та Уельсі була створена напівпрофесійна Суперліга жіночого крикету .
2018 рік став першим роком для жіночого крикету в Індії. Women's T20 Challenge — це змагання з крикету Twenty20 для двох команд у 2018 році. Через рік, у 2019 році, змагання розширили до турніру трьох команд.
У 2018 році Рада з крикету Англії та Уельсу оголосила про плани проведення турніру The Hundred, який планується запустити в липні 2021 року. Протягом цього періоду чоловічі та жіночі команди порівнювалися між собою, і 23 січня 2021 року було оголошено, що турнір розпочнеться жіночим матчем.
У 2022 році Крикет Вест-Індії та Карибська прем'єр-ліга оголосили, що вони спільно організовуватимуть щоквартальні змагання з крикету T10 під назвою The 6ixty, починаючи з п'ятиденного турніру в серпні 2022 року. У жіночому турнірі візьмуть участь три команди з також першого випуску жіночої Карибської Прем'єр-ліги . 6ixty був частково натхненний жіночими показовими матчами T10, які проходили безпосередньо перед матчами плей-офф Карибської Прем'єр-ліги 2019 року.

## Ігри Співдружності 2022
У серпні 2019 року Фонд Ігор Співдружності оголосив про додавання жіночого крикету до Ігор Співдружності 2022 року. У матчах, які відбудуться в Еджбастоні, візьмуть участь вісім команд, які змагатимуться у форматі T20.